# Samuel (football, 1986)
Pour les articles homonymes, voir Samuel (homonymie).
Samuel Firmino de Jesus dit Samuel est un footballeur brésilien, né le 7 avril 1986 à São Paulo au Brésil.

## Palmarès
- AD Portuguesa
  - Vainqueur de la Série A2 de São Paulo : 2007
- Joinville EC
  - Vainqueur de la Coupe de Santa Catarina : 2009